# Сперлешти (Мехединци)
Сперлешти (рум. Sperlești) насеље је у Румунији у округу Мехединци у општини Волојак. Oпштина се налази на надморској висини од 251 m.

## Становништво
Према подацима из 2002. године у насељу је живело 113 становника, од којих су сви румунске националности.